# Groupe d'UGC 9858
Le groupe d'UGC 9858 comprend au cinq galaxies situées dans la constellation du Bouvier. La distance moyenne entre ce groupe et la Voie lactée est d'environ 38,8 Mpc (∼127 millions d'al). Toutes ces galaxies brillent dans le domaine des rayons X.

## Membres
Le tableau ci-dessous liste les cinq galaxies mentionnées selon l'ordre indiqué dans un article de Sengupta et Balasubramanyam paru en 2006. 
Ce même groupe est aussi mentionné dans un article publié par A.M. Garcia en 1993 avec les cinq mêmes galaxies.
| Nom      | Classification | Type                  | α (J2000.0)   | δ (J2000.0) | Vitesse radiale (km/s) | Magnitude apparente  | Distance (Mpc) | Diamètre (kal) |
| -------- | -------------- | --------------------- | ------------- | ----------- | ---------------------- | -------------------- | -------------- | -------------- |
| UGC 9856 | Sc             | Spirale               | 15h 26m 30.3s | 41° 17′ 22″ | 2476 ± 2               | 14,9                 | 37,9 ± 2,7     | 99             |
| UGC 9858 | SABbc          | Spirale intermédiaire | 15h 26m 41.5s | 40° 32′ 52″ | 2616 ± 1               | 13,3                 | 40,0 ± 2,8     | 167            |
| NGC 5929 | Sab? pec       | Spirale               | 15h 26m 06.1s | 41° 40′ 14″ | 2550 ± 2               | 13,1                 | 40,0 ± 2,7     | 46             |
| NGC 5930 | SAB(rs)b pec   | Spirale intermédiaire | 15h 26m 07.9s | 41° 40′ 34″ | 2633 ± 2               | 12,2                 | 40,2 ± 2,8     | 131            |
| UGC 9857 | SAB(rs)b pec   | Spirale intermédiaire | 15h 26m 31.4s | 41° 43′ 31″ | 2339 ± 2               | 15,217 ± 0,026 asinh | 35,9 ± 2,5     | 67             |

Le site DeepskyLog permet de trouver aisément les constellations des galaxies mentionnées dans ce tableau ou si elles ne s'y trouvent pas, l'outil du site constellation permet de le faire à l'aide des coordonnées de la galaxie. Sauf indication contraire, les données proviennent du site NASA/IPAC.